# Nazzareno Zamperla
Nazzareno Zamperla (Treviso, 25 de abril de 1937-Roma, 19 de marzo de 2020) fue un actor y especialista de cine italiano.

## Biografía
Nacido en Treviso en el seno de una familia circense, llegó a Roma en 1949 y comenzó su carrera como especialista en 1952 cuando fue descubierto por el actor Frank Latimore, en busca de un acróbata dotado físicamente para hacer de su doble. Dos años más tarde fue llamado por Federico Fellini para un papel de extra en La strada; el director acuñó el nombre del protagonista de la película, Zampanò, al retocar su apellido.
Trabajó principalmente en los años 1950 y 1960 como especialista de cine. Su foco estaba en las películas péplum. En las décadas de 1960 y 1970, hizo la transición a actor frente a la cámara, y su atención se centró en las producciones de spaghetti western, siendo acreditado también como Neno Zamperla o Nick Anderson. Su hermano, Rinaldo, también apareció en películas.
A pesar de la actuación, siempre prefirió el compromiso más lucrativo de especialista, pagado en ese momento 8000 liras por día, contra las 3000 del actor de carácter, que no proporcionó acreditación.
Falleció el 19 de marzo de 2020 a los 82 años.

## Filmografía
- La strada (1954) (sin acreditar)
- Il cavaliere dalla spada nera (1956)
- Il conte di Matera (1958)
- Il pirata dello sparviero nero (1958)
- La schiava di Roma (1958)
- La conquista de la Atlántida (1961)
- Maciste contro lo sceicco (1962)
- Zorro alla corte di Spagna (1962)
- I sette gladiatori (1962)
- La tigre dei sette mari (1962)
- Zorro e i tre moschettieri (1963)
- Zorro contro Maciste (1963)
- Sandokan, la tigre di Mompracem (1963)
- Il trionfo di Ercole (1964)
- I pirati della Malesia (1964)
- I tre sergenti del Bengala (1964)
- Il magnifico gladiatore (1964)
- La montagna di luce (1965)
- Una pistola para Ringo (1965)
- Un dollaro bucato (1965)
- Sette pistole per i MacGregor (1966)
- Sugar Colt (1966)
- Sette donne per i MacGregor (1967)
- Sette pistole per un massacro (1967)
- Troppo per vivere... poco per morire (1967)
- 7 volte 7 (1967)
- La collina degli stivali (1969)
- L'arciere di fuoco (1971)
- L'amante dell'Orsa Maggiore (1971)
- Campa carogna... la taglia cresce (1973)
- Il cittadino si ribella (1974)
- El blanco, el amarillo y el negro (1975)
- Cipolla Colt (1975)
- California (1977)
- Un uomo in ginocchio (1979)
- Dos granujas en el Oeste (1981)
- Banana Joe (1982)
- Thunder (1983)